# Teodor Anioła
Teodor Anioła (né le 4 novembre 1925 à Poznań et mort le 10 juillet 1993  dans la même ville) est un footballeur international polonais. Surnommé « Diabeł » (le Diable), en raison de ses performances au poste d'attaquant, il a marqué l'histoire de son club, le Lech Poznań, grâce à ses 141 buts marqués en 196 rencontres de championnat.

Ses frères, Jan et Rafał, furent également joueurs au Lech Poznań.

## Biographie
Teodor Anioła a disputé l'ensemble de sa carrière au Lech Poznań, de 1945 à 1961. 
Le 14 mars 1948, il inscrit le premier but du club en championnat, face au Widzew Łódź (défaite 4-3). Lors de la même saison, il devient meilleur buteur du championnat (21 buts). Il obtient à nouveau son titre l'année suivante (20).
Anioła a été désigné sportif le plus populaire de Poznań, mais aussi dans le quotidien de la ville en 1985 le plus grand sportif polonais des 40 dernières années.
Teodor Anioła compte 7 sélections avec l'équipe de Pologne, de 1950 à 1954. Durant cette période, il a inscrit 3 buts.